# نمل قرصي الدرقة مداري
نمل قرصي الدرقة مداري (الاسم العلمي:Discothyrea neotropica) هو نوع من النمل يتبع جنس النمل القرصي الدرقة من أسرة النملاوات القرناء.